# Čabrače
Čabrače – wieś w Słowenii, w gminie Gorenja vas-Poljane. W 2018 roku liczyła 54 mieszkańców.